# Goido
Goido è una frazione del comune italiano di Mede. Costituì un comune autonomo fino al 1928.